# Firmicus campestratus
Firmicus campestratus är en spindelart som beskrevs av Simon 1907. Firmicus campestratus ingår i släktet Firmicus och familjen krabbspindlar.

## Underarter
Arten delas in i följande underarter:
- F. c. faradjensis
- F. c. ogoueensis